# 奥尻発電所
奥尻発電所（おくしりはつでんしょ）は、北海道奥尻郡奥尻町にある北海道電力ネットワークの火力発電所。

## 概要
奥尻島内に電力を供給する内燃力発電方式の火力発電所。1967年に2号機が、1968年に1号機がそれぞれ運転開始し、順次増設され7号機までが建設された。なお、3号機は当時「奥尻第一発電所1号機」であった。
2010年代に入ると、老朽化に伴い1～4号機は廃止され、代替として8、9号機が建設された。
奥尻村電気利用漁業協同組合により建設されたが、1973年4月に北海道電力へ設備を移管した。2020年4月、北海道電力は、子会社の北海道電力ネットワークに設備を移管した。なお、運営・保守業務は、現在も奥尻町が受託している。

## 発電設備
- 総出力：4,000kW（2013年12月現在）[2][3]
- 発電方式：ディーゼル発電方式（内燃力発電）

5号機
定格出力：750kW
使用燃料：重油
営業運転開始：1977年7月
6号機
定格出力：750kW
使用燃料：重油
営業運転開始：1990年6月
7号機
定格出力：1,000kW
使用燃料：重油
営業運転開始：1997年4月
8号機
定格出力：750kW
使用燃料：重油
営業運転開始：2010年12月1日
9号機
定格出力：750kW
使用燃料：重油
営業運転開始：2013年11月28日

## 廃止された発電設備
- 発電方式：ディーゼル発電方式（内燃力発電）

1号機
定格出力：500kW
使用燃料：重油
営業運転期間：1968年 - 2013年8月1日
2号機
定格出力：500kW
使用燃料：重油
営業運転期間：1967年9月1日 - 2013年8月1日
3号機（旧奥尻第一発電所1号機）
定格出力：200kW
使用燃料：重油
営業運転期間：1965年10月 - 2010年8月1日
4号機
定格出力：500kW
使用燃料：重油
営業運転期間：1970年 - 2010年8月1日